# Crepidula
Genre
Crepidula est un genre de mollusques gastéropodes appartenant à la famille des Calyptraeidae. Leur coquille ne comporte qu'un seul verticille et ils se nourrissent par microphagie suspensivore, en filtrant l'eau qui passe à leur portée.

## Liste d'espèces
Selon World Register of Marine Species (11 novembre 2014) :
- Crepidula adunca G. B. Sowerby I, 1825
- Crepidula aeola Dall, 1927
- Crepidula aplysioides Reeve, 1859
- Crepidula arenata (Broderip, 1834)
- Crepidula argentina Simone, Pastorino & Penchaszadeh, 2000
- Crepidula atrasolea Collin, 2000
- Crepidula badisparsa Collin, 2005
- Crepidula cachimilla Cledón, Simone & Penchaszadeh, 2004
- Crepidula carioca Simone, 2006
- Crepidula cerithicola C. B. Adams, 1852
- Crepidula complanata Krauss, 1848
- Crepidula convexa Say, 1822
- Crepidula coquimbensis D. I. Brown & Olivares, 1996
- Crepidula cymbaeformis Conrad, 1844
- Crepidula depressa Say, 1822
- Crepidula derjugini Golikov & Kussakin, 1962
- Crepidula excavata (Broderip, 1834)
- Crepidula fimbriata Reeve, 1859
- Crepidula fornicata (Linnaeus, 1758)
- Crepidula glottidiarum Dall, 1905
- Crepidula goreensis (Gmelin, 1791)
- Crepidula hepatica Deshayes, 1830
- Crepidula incurva (Broderip, 1834)
- Crepidula intratesta Simone, 2006
- Crepidula lessonii (Broderip, 1834)
- Crepidula maculosa Conrad, 1846
- Crepidula margarita Simone, 2006
- Crepidula marginalis (Broderip, 1834)
- Crepidula moulinsii Michaud, 1829
- Crepidula naticarum Williamson, 1905
- Crepidula navicula (Mörch, 1877)
- Crepidula nivea C. B. Adams, 1852
- Crepidula norrisiarum Williamson, 1905
- Crepidula nummaria Gould, 1846
- Crepidula onyx G. B. Sowerby I, 1824
- Crepidula perforans (Valenciennes, 1846)
- Crepidula philippiana Gallardo, 1977
- Crepidula plana Say, 1822
- Crepidula porcellana Lamarck, 1801
- Crepidula protea (d'Orbigny, 1841)
- Crepidula pyguaia Simone, 2006
- Crepidula rostrata C. B. Adams, 1852
- Crepidula rugosa Anton, 1838
- Crepidula striolata Menke, 1851
- Crepidula subspirata Blainville, 1824
- Crepidula unguiformis Lamarck, 1822
- Crepidula ustulatulina Collin, 2002
- Crepidula wilckensi Finlay, 1924
- Crepidula williamsi Coe, 1947

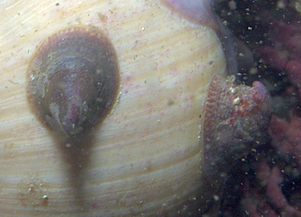
Crepidula adunca
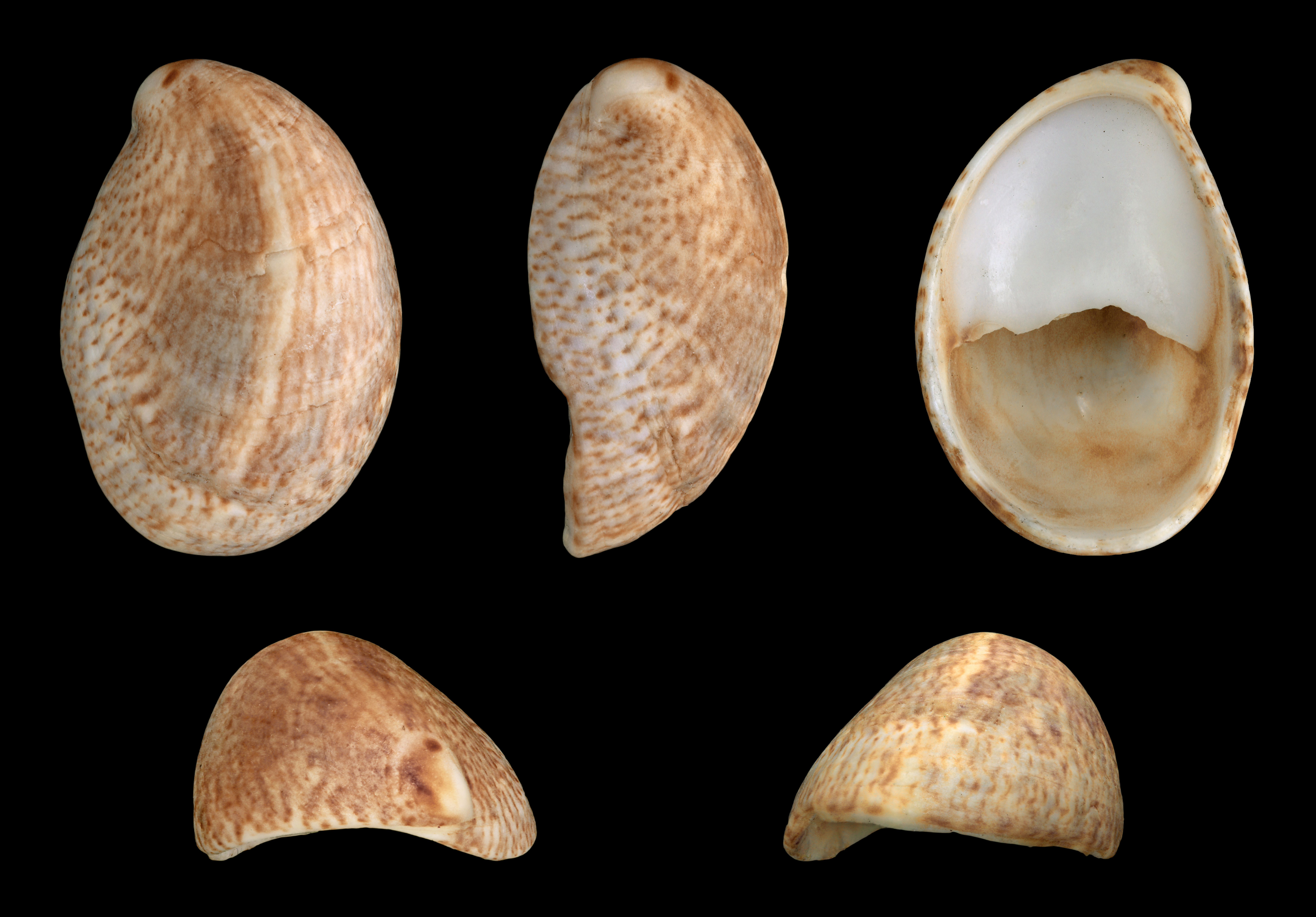
Crepidula fornicata
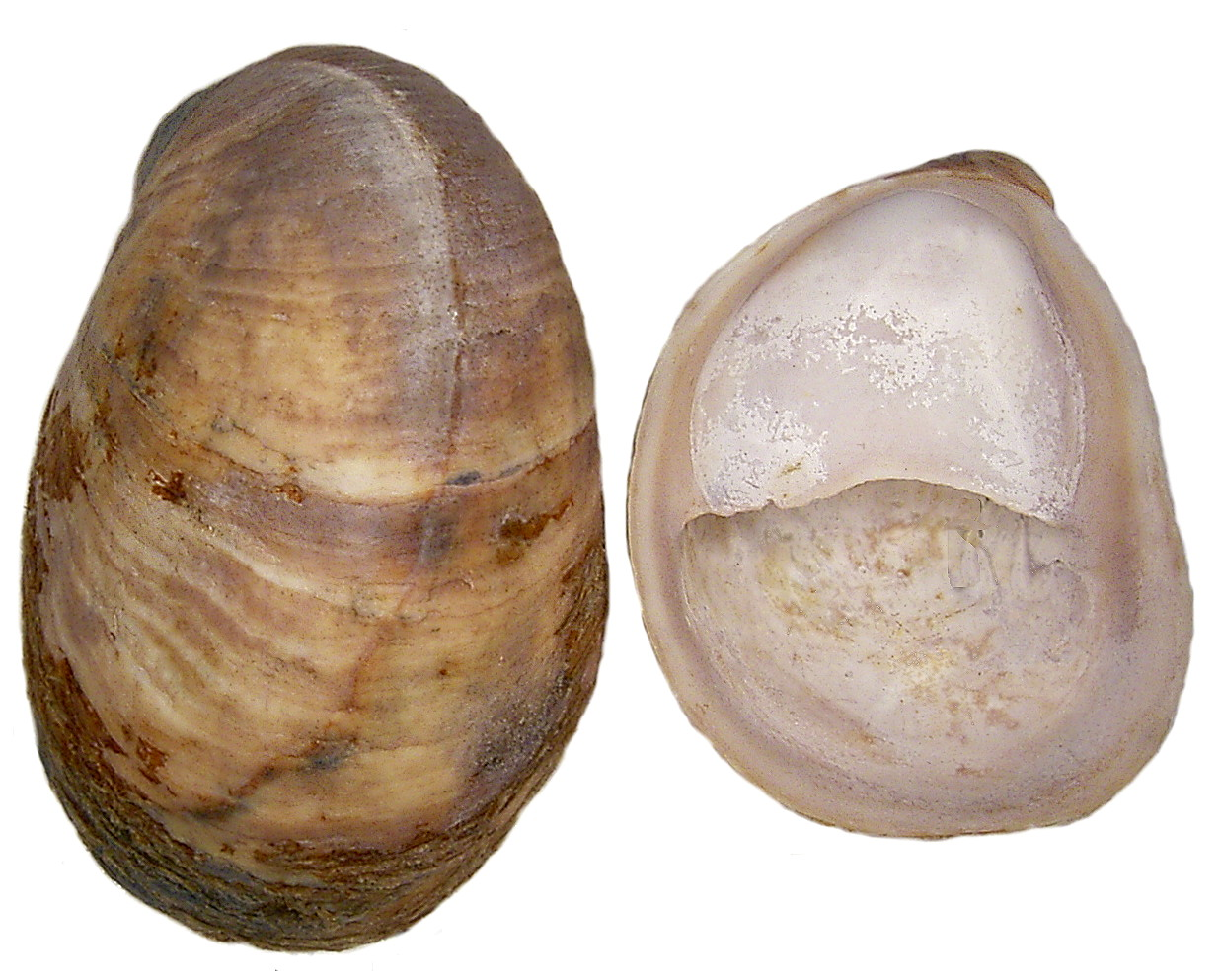
Crepidula moulinsii
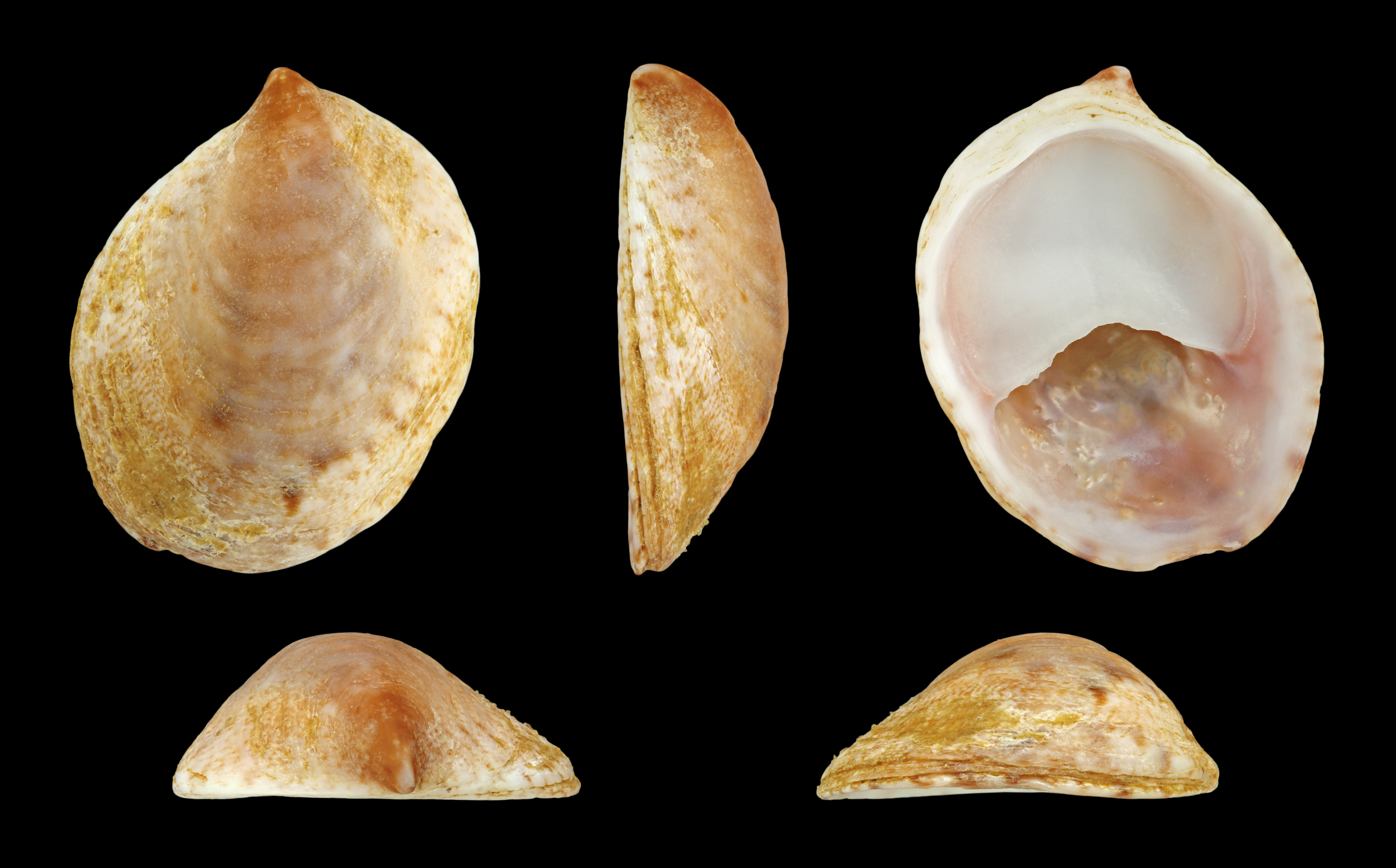
Crepidula porcellana
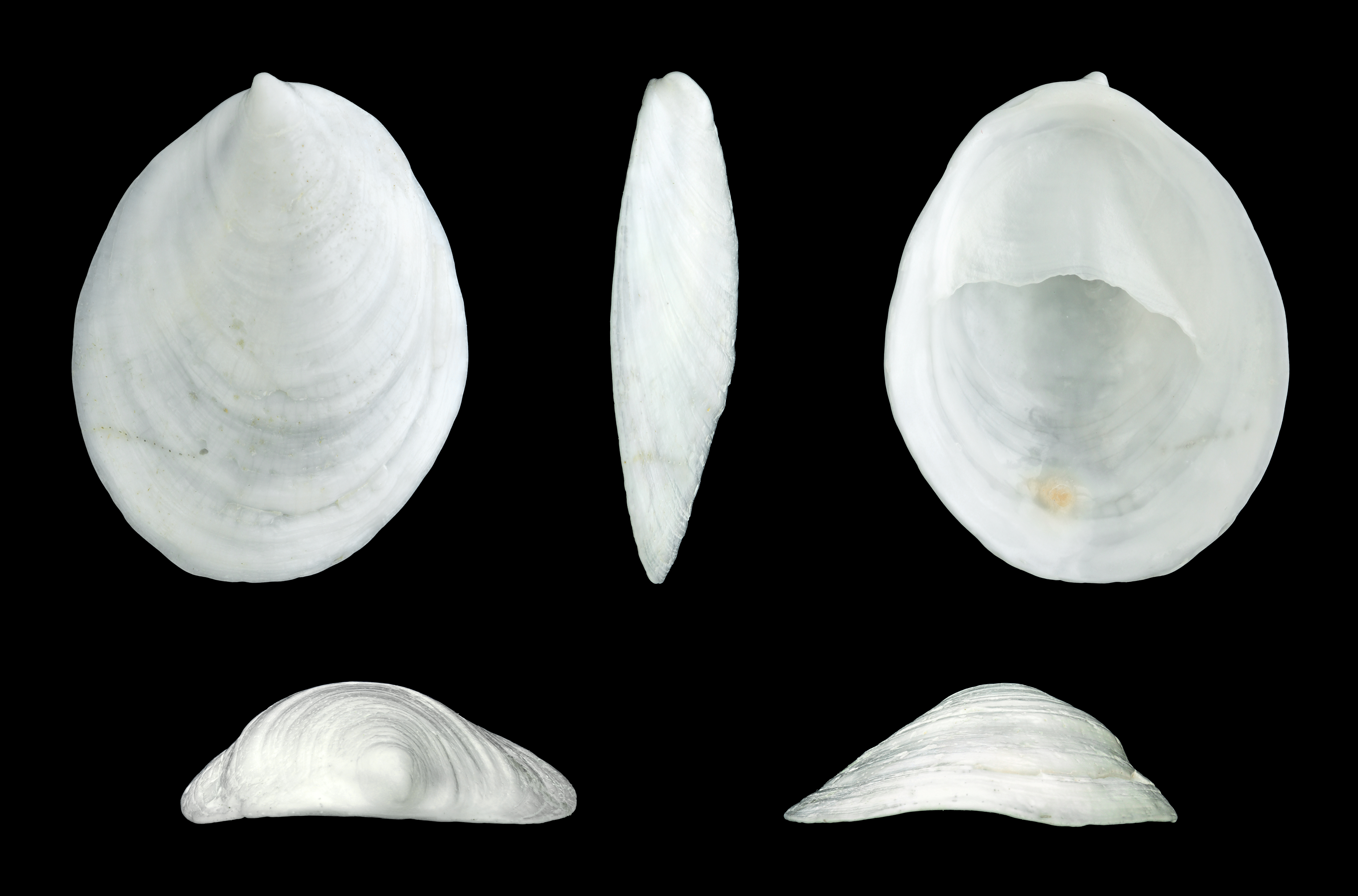
Crepidula unguiformis